# Hanna Bennison
Hanna Ulrika Bennison (Lomma, 16 de outubro de 2002) é uma futebolista sueca que atua como meio-campista (pt: média). Atualmente (2023), joga pelo Everton, clube sediado na cidade de Liverpool em Inglaterra. 
Integra a Seleção Sueca de Futebol Feminino desde 2019.

## Carreira
Bennison ingressou no sistema juvenil do FC Rosengård. Em abril de 2018, aos 15 anos, fez sua estreia no Damallsvenskan como substituta contra o IFK Kalmar. Ela terminou a temporada de 2018 com quatro jogos na liga.
Integrou a  Seleção Sueca de Futebol Feminino na Copa do Mundo de Futebol Feminino de 2023, tendo a Suécia ficado em 3.º lugar, e conquistado a medalha de bronze.

## Clubes
Jogou por vários clubes: 
- FC Rosengård (2018–2021)
- Everton LFC (2021-)

## Títulos
'Hanna Bennison conquistou vários títulos durante a sua carreira desportiva: 
- Jogos Olímpicos – Futebol feminino -  2020
- Campeonato Sueco de Futebol Feminino -  2019,  2020
- Copa da Suécia de Futebol Feminino –  2017/2018
- Algarve Cup –  2022
- Copa do Mundo de Futebol Feminino -  2023